# Zelica klagesi
Zelica klagesi är en fjärilsart som beskrevs av Rothschild 1917. Zelica klagesi ingår i släktet Zelica och familjen tandspinnare. Inga underarter finns listade i Catalogue of Life.